# Fechenbacher Hof

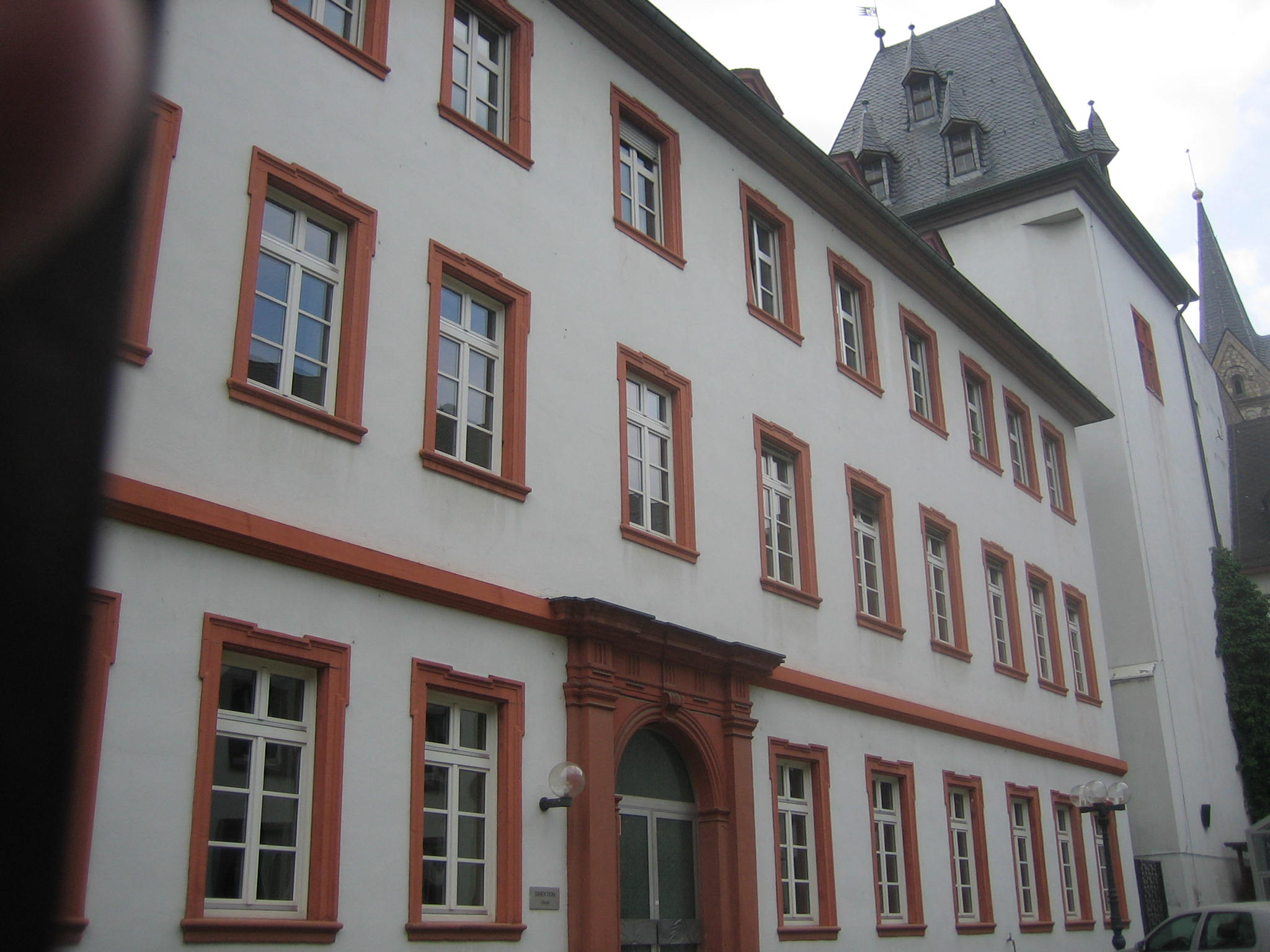
Hauptfassade des Fechenbacher Hofs, angrenzend der gotische Wohnturm

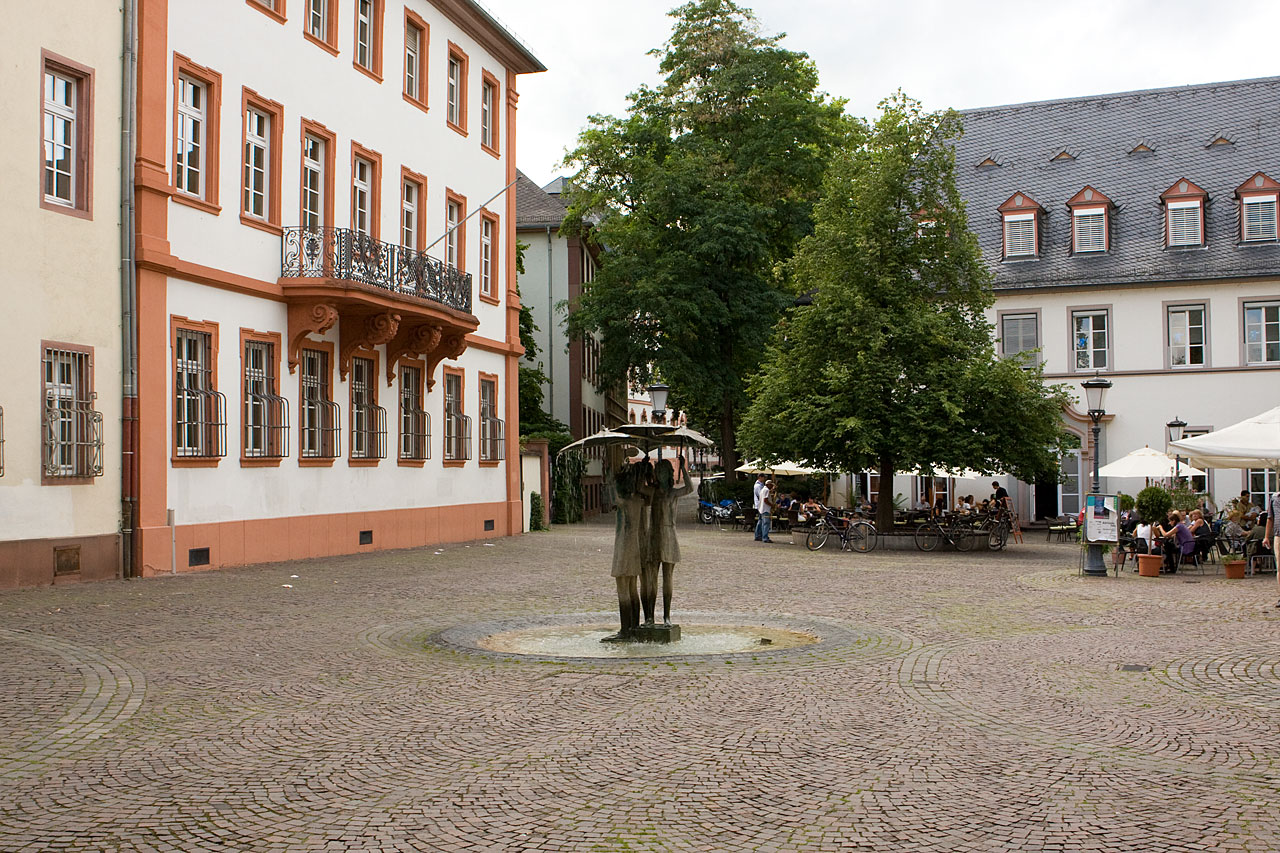
Platzfront zum Ballplatz

Der Fechenbacher Hof am Ballplatz in Mainz wurde bis zum Jahr 1718 fertiggestellt. Dietrich von Dalberg erwarb das neben dem Älteren Dalberger Hof gelegene Areal 1708 und ließ es neu überformen. Zuvor war hier das Haus „Zum Baldemar“ (auch: Zum Bensheimer, Baltheimer) das gemäß dem Häuserbuch aus dem Jahr 1450 der Johanniterkommende zum heiligen Grab gehörte.

## Geschichte
Das Gebäude gelangte durch Erbteilung an die Grafen von Ingelheim und 1783 an die Familie der Freiherren von Fechenbach, die in Laudenbach (Unterfranken) ansässig war. Daher wird das Ensemble gelegentlich auch als Fechenbach-Laudenbacher Hof bezeichnet.
Mit den Versteigerungen nach dem Untergang des kurmainzischen Fürstentums gelangte das Anwesen in bürgerlichen Besitz. Auf Beschluss des Bischöflichen Ordinariates wurde unter Bischof Joseph Vitus Burg der Sitz der für die Registratur zuständigen bischöflichen Kanzlei in das Erdgeschoss des ehemaligen Fechenbacher Hofes verlegt. Im Jahr 1875 erwarb der Kommerzienrat Carl Theodor Schmitz den Fechenbacher Hof als Wohnsitz und nutzte die ausgedehnten Gewölbekeller für seine Weingroßhandlung. Während eines Luftangriffs auf Mainz brannte das Gebäude 1945 aus. Die „Rheinhessische Winzergenossenschaft“ ließ es 1951 wiederaufrichten. Die Englischen Fräulein, heute Congregatio Jesu, erwarben das Gebäude im Jahr 1968 um die Maria Ward-Schule zu erweitern. Das Ensemble wurde um einen Nordflügel mit einer Hausmadonna ergänzt, die ein Abguss der Madonna des „Gudenushofs“ ist. Das Original befindet sich im Landesmuseum Mainz. Schulleitung, Verwaltung und Lehrerzimmer der Schule sind im Fechenbacher Hof untergebracht.
Der älteste Bestandteil der beiden Adelspalais Dalberger Hof und Fechenbacher Hof ist der einzige in Mainz erhaltene Gotische Wohnturm, der aus der Zeit stammt, als sich auf den Parzellen noch die Anlagen des Roten Hauses und des Hofs zum Baldemer/Bensheimer erstreckten.

## Architektur
Der klassizistische Bau hat drei Stockwerke. Das barocke Treppenhaus mit Korbbogenarkaden hat einen überwölbten Treppenlauf. Die siebenachsige Platzfront zum Ballplatz hin ist als Nebenfassade mit einem repräsentativen Balkon mit breitem schmiedeeisernen Gittern versehen. Die Hauptfassade zum Hof hin weist zwölf Fensterachsen auf. Der Eingang an dieser Seite ist von Sandsteinpilastern flankiert. Unter dem Gebäude befinden sich weitläufige Kelleranlagen.